# Liste des partis politiques au Liberia
 (décembre 2023).
Le contenu est difficilement compréhensible vu les erreurs de traduction, qui sont peut-être dues à l'utilisation d'un logiciel de traduction automatique.
 (décembre 2023).
La mise en forme du texte ne suit pas les recommandations de Wikipédia : il faut le « wikifier ».
Les points d'amélioration suivants sont les cas les plus fréquents. Le détail des points à revoir est peut-être précisé sur la page de discussion.
- Les titres sont pré-formatés par le logiciel. Ils ne sont ni en capitales, ni en gras.
- Le texte ne doit pas être écrit en capitales (les noms de famille non plus), ni en gras, ni en italique, ni en « petit »…
- Le gras n'est utilisé que pour surligner le titre de l'article dans l'introduction, une seule fois.
- L'italique est rarement utilisé : mots en langue étrangère, titres d'œuvres, noms de bateaux, etc.
- Les citations ne sont pas en italique mais en corps de texte normal. Elles sont entourées par des guillemets français : « et ».
- Les listes à puces sont à éviter, des paragraphes rédigés étant largement préférés. Les tableaux sont à réserver à la présentation de données structurées (résultats, etc.).
- Les appels de note de bas de page (petits chiffres en exposant, introduits par l'outil «  Source ») sont à placer entre la fin de phrase et le point final[comme ça].
- Les liens internes (vers d'autres articles de Wikipédia) sont à choisir avec parcimonie. Créez des liens vers des articles approfondissant le sujet. Les termes génériques sans rapport avec le sujet sont à éviter, ainsi que les répétitions de liens vers un même terme.
- Les liens externes sont à placer uniquement dans une section « Liens externes », à la fin de l'article. Ces liens sont à choisir avec parcimonie suivant les règles définies. Si un lien sert de source à l'article, son insertion dans le texte est à faire par les notes de bas de page.
- La présentation des références doit suivre les conventions bibliographiques. Il est recommandé d'utiliser les modèles {{Ouvrage}}, {{Chapitre}}, {{Article}}, {{Lien web}} et/ou {{Bibliographie}}. Le mode d'édition visuel peut mettre en forme automatiquement les références.
- Insérer une infobox (cadre d'informations à droite) n'est pas obligatoire pour parachever la mise en page.

Pour une aide détaillée, merci de consulter Aide:Wikification.
Si vous pensez que ces points ont été résolus, vous pouvez retirer ce bandeau et améliorer la mise en forme d'un autre article.
Cet article répertorie les partis politiques au Liberia. Le Liberia a un système multipartite avec de nombreux partis politiques, dans lequel aucun parti n'a souvent une chance d'accéder au pouvoir seul, et les partis doivent travailler les uns avec les autres pour former des gouvernements de coalition. L'adhésion aux partis a tendance à être fluide, car le chef du parti à l'époque exerce une influence significative sur l'idéologie suivie par le parti. Le changement de parti est donc plus courant que dans d’autres pays.

## Partis représentés
| Parti | Parti                                     | Parti                                     | Parti                                     | Abr.               | Leader             | Sièges au Sénat | Sièges à la Chambre des représentants |
| ----- | ----------------------------------------- | ----------------------------------------- | ----------------------------------------- | ------------------ | ------------------ | --------------- | ------------------------------------- |
|       | Coalition for Democratic Change           |                                           | Congress for Democratic Change            | CDC                | Mulbah K. Morlu    | 9 / 30          | 25 / 73                               |
|       | Coalition for Democratic Change           | National Patriotic Party                  | NPP                                       | James Biney        |                    | 9 / 30          | 25 / 73                               |
|       | Coalition for Democratic Change           | People's Democratic Party of Liberia      | PDLP                                      |                    |                    | 9 / 30          | 25 / 73                               |
|       | Coalition for Democratic Change           | Union of Liberian Democrats               | ULD                                       | Solomon G. Khan    |                    | 9 / 30          | 25 / 73                               |
|       | Coalition for Democratic Change           | United People's Party                     | UPP                                       | MacDonald A. Wento |                    | 9 / 30          | 25 / 73                               |
|       | Coalition for Democratic Change           | Change Democratic Action                  | CDA                                       |                    |                    | 9 / 30          | 25 / 73                               |
|       | Coalition for Democratic Change           | Movement for Economic Empowerment         | MOVEE                                     |                    |                    | 9 / 30          | 25 / 73                               |
|       | Unity Party                               | Unity Party                               | Unity Party                               | UP                 | Luther Tarpeh      | 3 / 30          | 11 / 73                               |
|       | Collaborating Political Parties           |                                           | Alternative National Congress             | ANC                | Alexander Cummings | 3 / 30          | 6 / 73                                |
|       | Collaborating Political Parties           | Liberty Party                             | LP                                        | Charlyne Brumskine |                    | 3 / 30          | 6 / 73                                |
|       | Movement for Democracy and Reconstruction | Movement for Democracy and Reconstruction | Movement for Democracy and Reconstruction | MDR                | Prince Johnson     | 2 / 30          | 4 / 73                                |
|       | People's Unification Party                | People's Unification Party                | People's Unification Party                | PUP                | Samuel Kogar       | 1 / 30          | 2 / 73                                |
|       | All Liberian Party                        | All Liberian Party                        | All Liberian Party                        | ALP                | Benoni Urey        | 1 / 30          | 1 / 73                                |
|       | Liberia Restoration Party                 | Liberia Restoration Party                 | Liberia Restoration Party                 | LRP                | Gabriel Salee      | 1 / 30          | 1 / 73                                |
|       | Liberia National Union                    | Liberia National Union                    | Liberia National Union                    | LNU                | Jerome Slojue      | 0 / 30          | 1 / 73                                |
|       | Movement for Progressive Change           | Movement for Progressive Change           | Movement for Progressive Change           | MPC                | O’neal Passawe     | 0 / 30          | 1 / 73                                |
|       | National Democratic Coalition             | National Democratic Coalition             | National Democratic Coalition             | NDC                | Alaric K. Tokpa    | 0 / 30          | 1 / 73                                |
|       | Vision for Liberia Transformation         | Vision for Liberia Transformation         | Vision for Liberia Transformation         | VOLT               | Jeremiah Z. Whapoe | 0 / 30          | 1 / 73                                |

## Partis non représentés
- Parti de la coalition de tout le Libéria
- Parti de la justice démocratique
- Mouvement de développement à la base (en)
- Union nationale du Liberia
- Liberia Transformation Party
- Parti populaire libérien
- True Whig
- Union des démocrates libériens
- Victory for Change
- Vision pour la transformation du Liberia

## Partis historiques
- Parti démocratique libre
- Parti de l'alliance pour la liberté du Liberia (en)
- Parti travailliste du Liberia (en)
- Parti du destin du Liberia (en)
- Parti de l'éducation et du développement du Liberia (en)
- Parti pour l'égalité des droits du Liberia (en)
- Parti de l'unification du Liberia (en)
- Parti d'action libérien (en)
- Mouvement pour la justice en Afrique (en)
- Parti national démocratique du Liberia (en)
- Parti national du Liberia (en)
- Parti de la Réforme Nationale (en)
- Union nationale pour le progrès démocratique (en)
- Parti de la vision nationale du Liberia (en)
- Mouvement du New Deal (en)
- Alliance progressiste du Liberia (en)
- Parti démocrate progressiste (en)
- parti républicain (en)
- Parti réformé uni du Liberia (en)

## Voir également
- Politique au Liberia